# Bobby Lynch
Bobby Lynch (* 18. Mai 1935 in Dublin; † 2. Oktober 1982 ebenda) war von 1964 bis 1965 Mitglied der irischen Folk-Band "The Dubliners".

## Leben und Wirken
Bobby Lynch traf in O’Donoghue’s Pub in Dublin kurz nach deren Gründung auf die "Dubliners" und schloss sich diesen an. Als Luke Kelly die Gruppe zeitweise verließ, um mit seiner Frau nach England zu gehen, wurde er vollwertiges Mitglied der Gruppe.

In dem einen Jahr seiner Mitgliedschaft nahm er mit den "Dubliners" nur ein Album auf und zwar das Live-Album "In Concert". Seine Stimme ist als Leitstimme in den Songs "Patriot Games" und "The Kerry Recruit" zu hören. In der Gruppe blieb er unvergessen und als kleiner Tribute ist seine Stimme auch in dem 2002 erschienenen Album zum 40. Jubiläum zu hören, ebenfalls in "The Kerry Recruit".

Als Luke Kelly 1965 wieder zu den Dubliners zurückkehrte, verließ Bobby Lynch die Band und ging als Songwriter nach Kanada. Seine Songs wurden von einer Reihe von Künstlern aufgenommen und zwei Songs landeten als Top-Hits in den Charts.

Nachdem er nach Dublin zurückgekehrt war, veröffentlichte er sein einziges Solo-Album "From the Land of Carolan". Diesem Album war kein großer Erfolg beschieden und so trat Bobby Lynch wieder in Dubliner Pubs auf.

Eine Zeit lang betrieb er außerdem einen Elektroladen in der Dubliner Innenstadt.
Im Oktober 1982 schied Bobby Lynch, der bereits vorher einige Zeit unter Depressionen gelitten hatte, durch Suizid aus dem Leben.